# Frihedens klokke - en film om N.F.S. Grundtvig
Frihedens klokke - en film om N.F.S. Grundtvig er en dansk dokumentarfilm fra 1983 med instruktion og manuskript af Anders Odsbjerg.

## Handling
Den danske udgave af en film, der først og fremmest er tænkt som en introduktion til N.F.S. Grundtvig for et udenlandsk publikum. Filmen resumerer Grundvigs betydning for den danske skole, kirke og politiske liv med hovedvægten på hans frihedstanker på disse områder.